# Сем Левинсон
Самјуел Левинсон (енгл. Samuel Levinson; 8. јануар 1985) амерички је филмаџија и глумац. Син је редитеља и Оскаровца Барија Левинсона. Истакао се као творац серије Еуфорија (2019—данас).

## Биографија
Син је Дајане Роудс, дизајнерке продукције ТВ реклама, и филмаџије Барија Левинсона. Отац му потиче из јеврејске породице родом из Русије. Учио је методску глуму четири године. Има брата, Џека, који је такође глумац, а из мајчиног првог брата полусестру Мишел и полубрата Патрика.
Између 2008. и 2011. излазио је с глумицом Елен Баркин. У браку је са Ешли Лент с којом има сина. Говорио је о својој борби са дрогом током младости.

## Филмографија

### Филм
| 2010. | Операција: Крај игре |  | Не | Да | Не |
| 2011. | Још један срећан дан |  | Да | Да | Не |
| 2018. | Нација убистава      |  | Да | Да | Не |
| 2021. | Малколм и Мари       |  | Да | Да | Да |
| 2022. | Дубока вода          |  | Не | Да | Не |

Извршни продуцент
- Комади жене (2020)
- (2022)
- Прекид (2022)
- Перл (2022)

#### Глумачке улоге
| Година | Српски назив           | Изворни назив | Улога         |
| ------ | ---------------------- | ------------- | ------------- |
| 1992.  | Играчке                |               | играч         |
| 2001.  | Бандити                |               | Били Сондерс  |
| 2008.  | Шта се управо догодило |               | Карл          |
| 2009.  | Стоик                  |               | Питер Томпсон |

### Телевизија
| 2017.      | Мајстор лажи |  | Не | Да | Не | Не | ТВ филм     |
| 2019—данас | Еуфорија     |  | Да | Да | Да | Да | 18 епизода  |
| 2022.      | Ирма Веп     |  | Не | Не | Да | Не | мини-серија |
| 2023.      | Идол         |  | Да | Да | Да | Да | 6 епизода   |